# U-439
Unterseeboot 439 foi um submarino alemão do Tipo VIIC, pertencente a Kriegsmarine que atuou durante a Segunda Guerra Mundial.

## Comandantes
| Comandante                    | Data                                             |
| ----------------------------- | ------------------------------------------------ |
| Kptlt. Wolfgang Sporn         | 20 de dezembro de 1941 - 17 de fevereiro de 1943 |
| Oblt. Helmut von Tippelskirch | 18 de fevereiro de 1943 - 4 de maio de 1943      |

## Subordinação
Durante o seu tempo de serviço, esteve subordinado às seguintes flotilhas:
| Período                                        | Flotilha                                  |
| ---------------------------------------------- | ----------------------------------------- |
| 20 de dezembro de 1941 - 31 de outubro de 1942 | 5. Unterseebootsflottille (treinamento)   |
| 1 de novembro de 1942 - 4 de maio de 1943      | 1. Unterseebootsflottille (serviço ativo) |

## Operações conjuntas de ataque
O U-439 participou das seguinte operações de ataque combinado durante a sua carreira:
- Rudeltaktik Panzer (23 de novembro de 1942 - 11 de dezembro de 1942)
- Rudeltaktik Raufbold (11 de dezembro de 1942 - 15 de dezembro de 1942)
- Rudeltaktik Neuland (4 de março de 1943 - 6 de março de 1943)
- Rudeltaktik Ostmark (6 de março de 1943 - 11 de março de 1943)
- Rudeltaktik Stürmer (11 de março de 1943 - 19 de março de 1943)
- Rudeltaktik Drossel (29 de abril de 1943 - 4 de maio de 1943)